# Crise orgânica
Crise orgânica, crise estrutural, crise de regime ou crise de hegemonía, é um conceito que define a situação na que um sistema social, político e económico em seu conjunto se encontra numa etapa de instabilidade devido a que suas instituições têm perdido a credibilidade e legitimidade ante a cidadania.
É um conceito proposto por Antonio Gramsci, quem distinguia entre simplesmente uma crise económica e uma crise completa de todo o Estado:
Desta maneira, considera que uma crise orgânica se produz:

Uma crise orgânica é por tanto uma crise económica e política que se prolonga no tempo e debilita todo o regime político devido a que a classe dominante e suas instituições apresentam uma perda de autoridade e consenso na população, ainda que inclusive se levem a cabo ações coercitivas para manter o status quo.